# Sebastião Santos

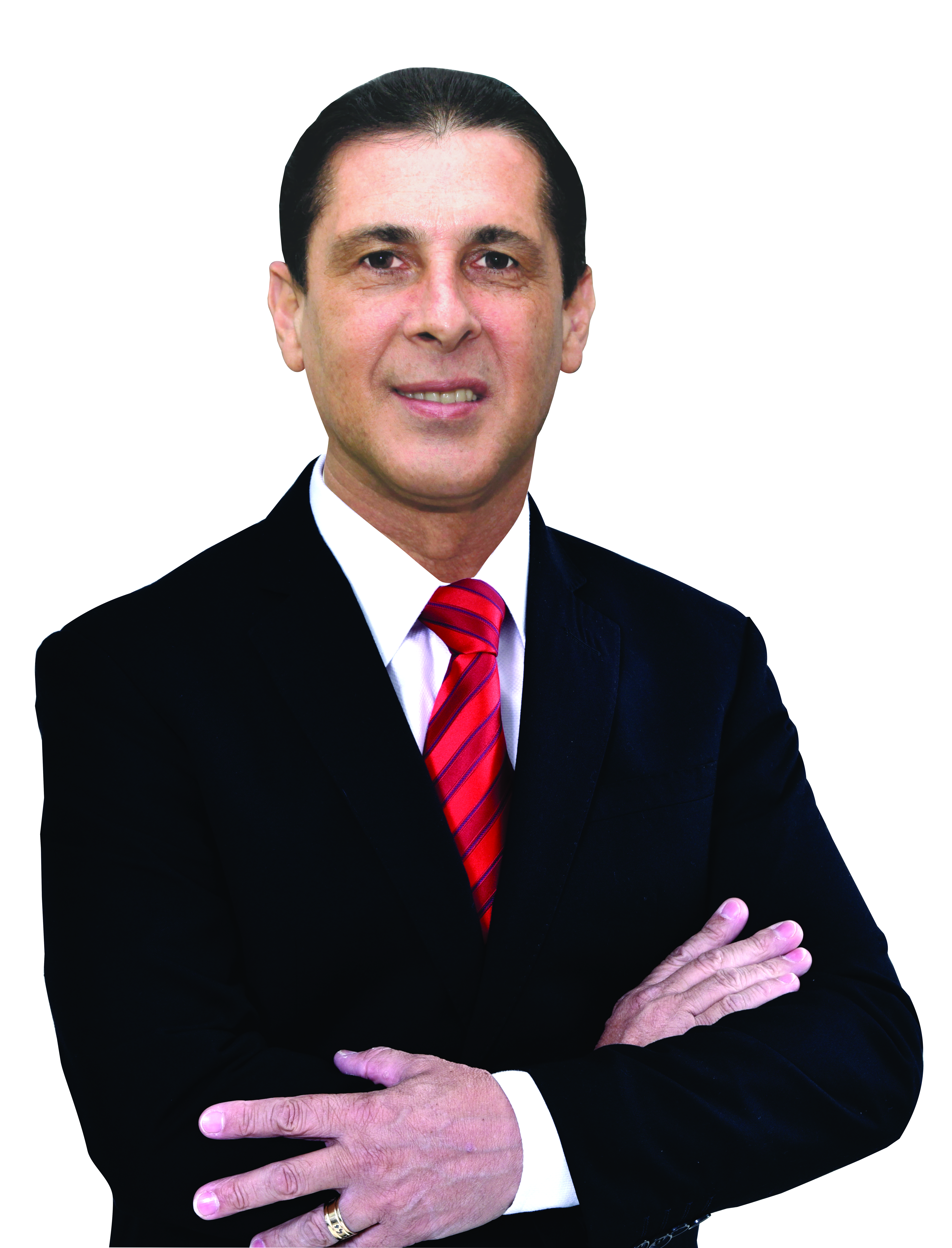
Sebastião Santos

Sebastião dos Santos Filho, (Santo André, 1 de outubro de 1964), é um político brasileiro, filiado ao Republicanos.
Em 2010, foi eleito deputado estadual para a 17ª legislatura (2011-2015).
Natural de Santo André, nascido em 1 de outubro de 1964. Casado com a barretense Eliana Luciano dos Santos, pai de duas filhas (Juliana e Graziela) e avô de três netos.
Tendo entre algumas profissões a de químico, eletricista, radialista, pintor de autos, funileiro e pastor evangélico. Sendo formado em Gestão Pública. Em seus primeiros dias de vida, Santos foi morar em Rio Grande da Serra, na Vila Marquesa, as beiras da estrada ferro que vai até Santos.
Anos depois foi morar em Ribeirão Pires, na Vila Guedes até seus 12 anos, onde cursou o ensino fundamental na escola municipal São Francisco, no bairro Roncom. Tendo concluindo o ensino médio na escola estadual Felicio Laurito e na escola São José (escola particular).
Residiu em Ribeirão Pires até seus 31 anos, sendo morador dos bairros Santa Rosa, Vila Aurora e Bertoldo, trabalhou no Grupo Solvay (antiga Eletro Cloro) onde se tornou químico. Na Eletropaulo, Sebastião foi concursado e coordenou a área de emergência na região do ABC, atuando na CIPA desenvolveu trabalhos para melhoraria da segurança dos funcionários.
Pensando na ajuda que poderia oferecer para melhorar a vida de outras pessoas, Santos iniciou os trabalhos pelo social desenvolvendo ações nos municípios de Ribeirão Pires, Suzano e Palmeiras. Tendo ingressado na Igreja Universal do Reino de Deus (IURD) como pastor auxiliar, em Guarulhos, no bairro Cocaina. Com o trabalho em andamento, foi transferido para Barretos, passando a ser responsável na implantação das mídias da igreja na TV e rádio – trabalho ativo até hoje.
Logo depois foi transferido para São José do Rio Preto, onde iniciou também ações ligadas ao social, político e na rádio e TV. Durante esse período conquistou seus registros profissionais como: radialista (DRT) e jornalista (MTB).
Com diversas demandas e ações na região noroeste, sua trajetória política teve inicio na cidade de Mirassol - que até então estava como assessor do deputado estadual Márcio Araújo na região. O reconhecimento chegou após as eleições em Mirassol, tornando-se vereador de 2001 a 2005 pelo PSDB.
Em 2015 retornou para Barretos, após 17 anos fora da cidade, onde possui uma história de 30 anos no local.
Durante seu mandato, Sebastião teve uma atuação muito próxima das ações com os direitos humanos, deficientes físicos e os idosos.
Já em 2008 foi novamente indicado para o cargo de vereador pelo PRB, na cidade de São José do Rio Preto, sendo eleito de 2008 a 2010. Ainda em 2010 pelo PRB candidatou-se a deputado estadual, sendo eleito com 73.805 votos. Reeleito em 2014 com 95.325 votos, oriundos dos 509 municípios do Estado de São Paulo.
Em 2018, Sebastião Santos foi reeleito para seu terceiro mandato como deputado estadual, obtendo 75.280 votos oriundos dos 509 municípios do Estado de São Paulo. Têm como bandeira de trabalho as áreas da Piscicultura, Agricultura Familiar, Direitos Humanos, Entidades sociais e assistenciais, Defesa da Família, Esporte, Turismo, Saúde e Santas Casas, Desenvolvimento Sustentável, Geração de Emprego e Renda e energia renovável.

Como vereador:
- Foi autor de 27 leis em Mirassol: ligado ao deficiente físico, agricultura familiar, idoso e pesca. Além de conquistas de recursos para aquisição de ambulâncias, ônibus escolar, equipamentos para o asilo e a casa do adolescente.
- Autor de 72 leis aprovadas em São José do Rio Preto: ações ligadas aos direitos humanos, assistência social e criação da “Semana de Combate à Pedofilia” e lei que obriga os condôminos verticais a possuírem ao menos uma cadeira de rodas para o trânsito de idosos, doentes e acidentados em situação de emergência

Como deputado estadual:
- É Autor de 188 projetos de lei, tendo 34 sancionadas pelo Governo Estadual – Entre os principais leis estão: O tempo máximo de espera para atendimento nas lojas de operadoras de telefonia fixa e celular. A veiculação de propagandas contra a violência à mulher e o abuso e exploração sexual de crianças e adolescentes, nos shows que forem realizados no Estado de São Paulo. Autor de diversas utilidades publicas de entidades sociais e assistenciais. A utilização de drones para fiscalização da Polícia Ambiental no Estado. Também da lei que estabelece condições e requisitos para a classificação de Estâncias e de Municípios de Interesse Turístico. Autor da classificação e sanção dos “Municípios de Interesse Turístico”: Espírito Santo do Pinhal, Tatuí, Barretos, Jaú, Novo Horizonte, Tabatinga, Pedrinhas Paulista, Icém e Paulicéia.
Autor da classificação e sanção dos “Municípios de Interesse Turístico”: Espírito Santo do Pinhal, Tatuí, Barretos, Jaú, Novo Horizonte, Tabatinga e Pedrinhas Paulista.

Áreas de Atuação:
Piscicultura, Agricultura Familiar, Direitos Humanos, Entidades sociais e assistenciais, Defesa da Família, Esporte, Turismo, Saúde e Santas Casas, Desenvolvimento Sustentável, Geração de Emprego e Renda e energia renovável.

Frentes parlamentares:
- Coordenador da Frente Parlamentar em Defesa do Conselho Tutelar do Estado de São Paulo
- Coordenador Frente Parlamentar em Defesa da Mobilidade Cicloviária
- Coordenador Frente Parlamentar pela Criação de Emprego e Geração de Renda no Estado de São Paulo

Comissões:
- Comissão de Relações Internacionais
- CPI - Táxi Aéreo - Efetivo
- Comissão de Meio Ambiente e Desenvolvimento Sustentável - Efetivo
- Comissão de Atividades Econômicas - Efetivo
- Comissão de Ciência, Tecnologia, Inovação e Informação - Efetivo
- Conselho Ética e Decoro Parlamentar - Suplente
- CPI - Gestão das Universidades Públicas - Suplente
- Comissão de Fiscalização e Controle - Suplente
- Comissão de Assuntos Metropolitanos e Municipais - Suplente
- Comissão de Assuntos Desportivos - Suplente
- Comissão de Infraestrutura - Suplente
- Comissão de Defesa dos Direitos do Consumidor - Suplente

Sebastião Santos tem atuado muito em favor dos municípios de médio e pequeno porte, onde com conhecimento de causa procura ajudar a população com emendas impositivas, projetos sociais e assistenciais, programas e leis de incentivo. Tem trabalhado pelas causas da saúde e tem muita aproximação com as Santas Casas, além da preocupação com a falta de água nos municípios e na renovação de energia sustentável.